# Château d'Ormacleit
Le château d'Ormacleit (également Ormiclate ou Ormaclett), en anglais Ormacleit Castle, est un château écossais en ruines du XVIIIe siècle situé à South Uist, dans les Hébrides extérieures.